# Bronzepute

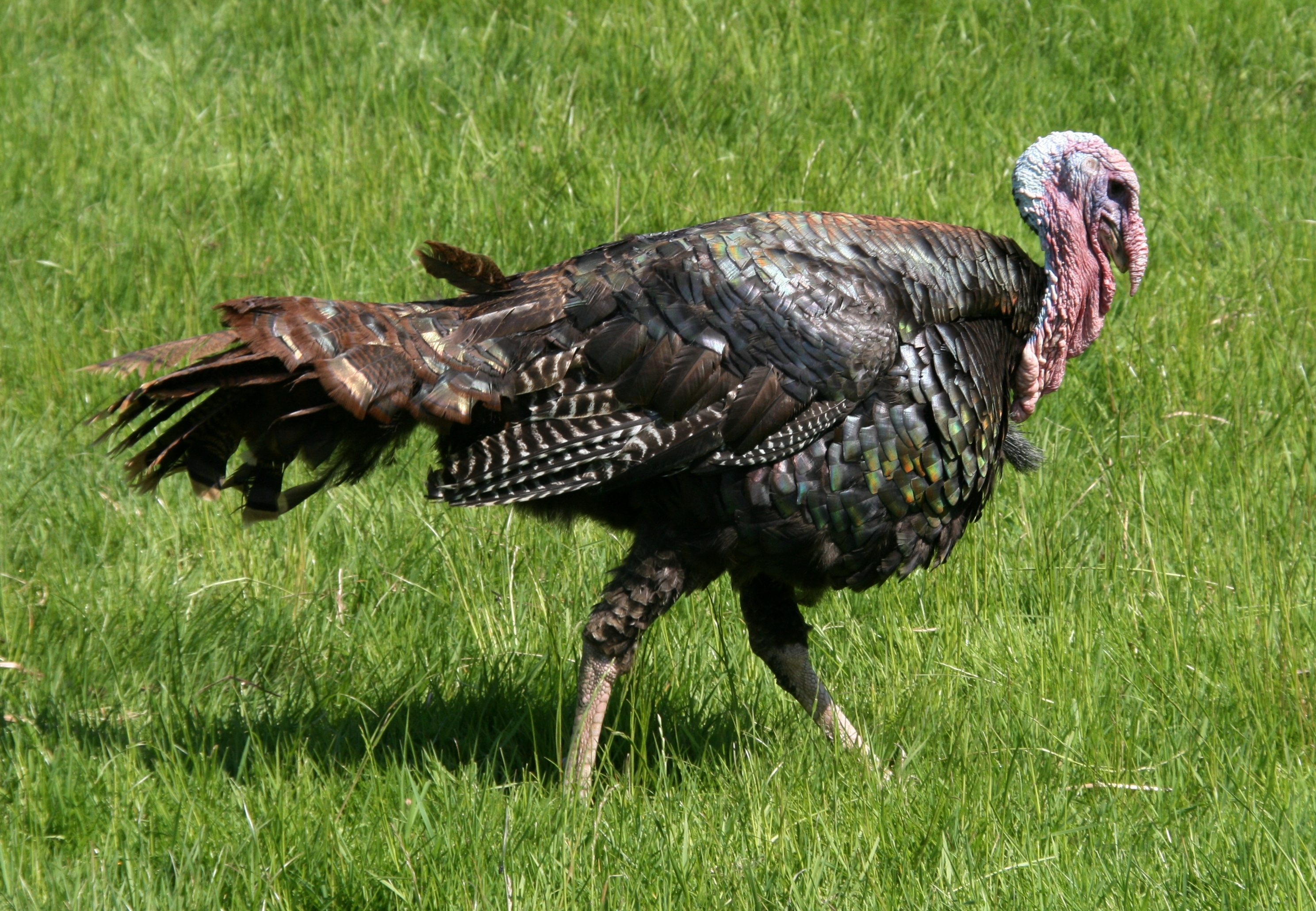
Bronzepute

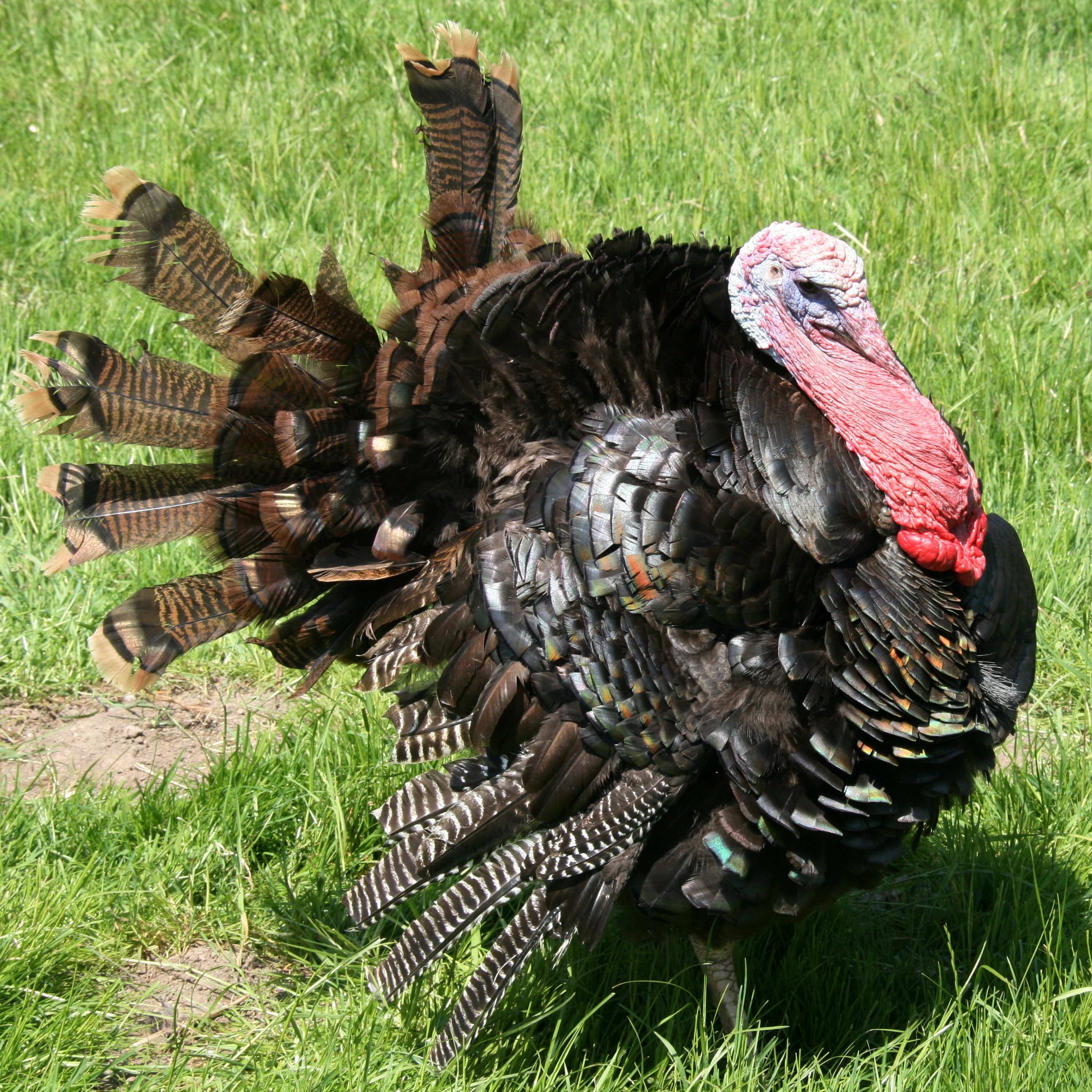
Männliche Bronzepute

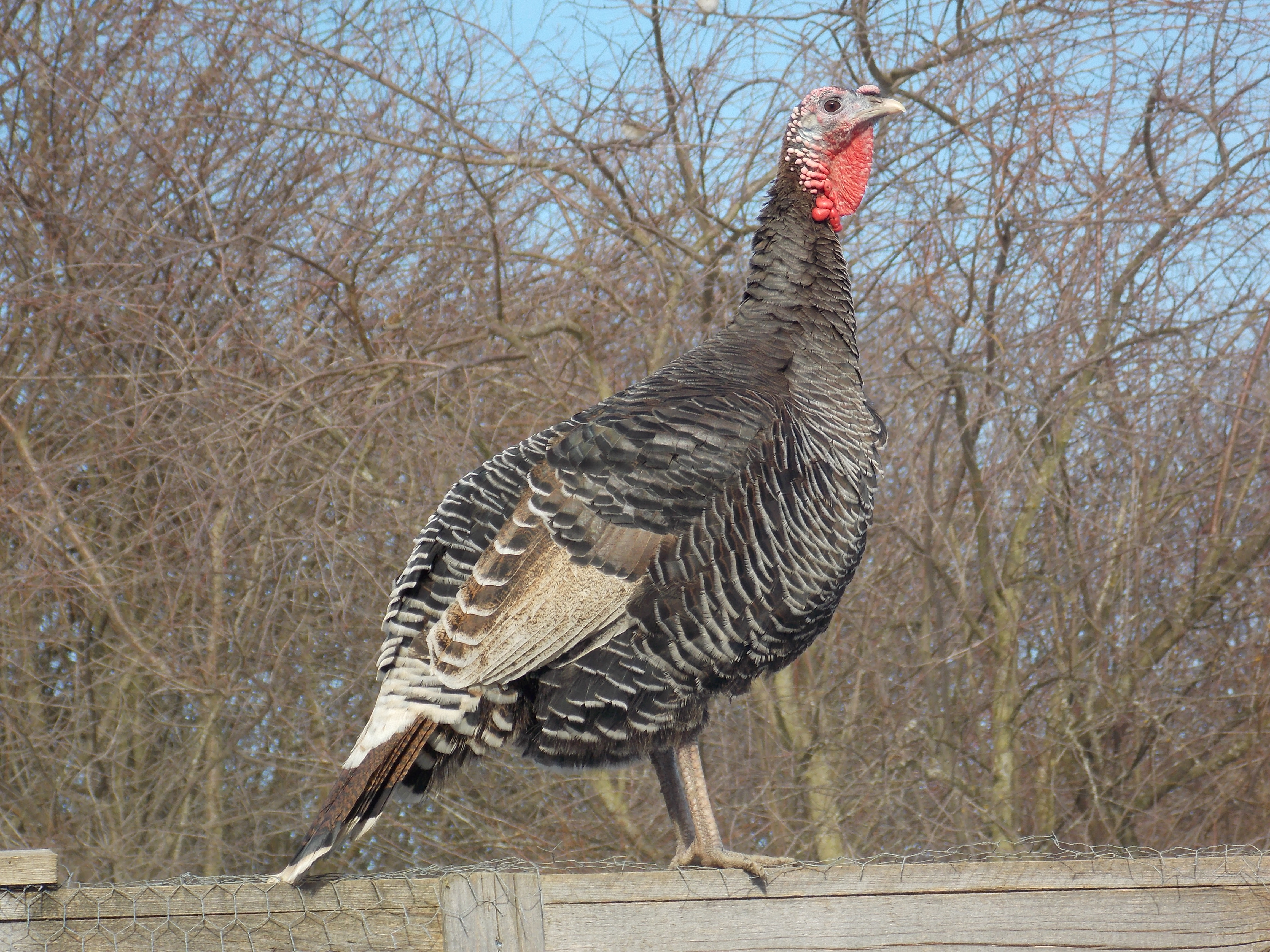
Weibliche Bronzepute

Die Bronzepute gehört zu den schweren Farbenschlägen der Deutschen Pute. Sie weist schwarzes Gefieder mit starkem Bronzeglanz auf. Ihre Vorfahren kamen von Amerika über Spanien und England 1533 nach Deutschland. 
Durch die Beschaffung eines Hahns aus England 1909 wurde die Zucht in Deutschland nachhaltig geprägt. 2008 war sie Gefährdete Nutztierrasse des Jahres. Von diesem Farbeinschlag existierten in Deutschland 1997 nur noch 334 Exemplare. Momentan gibt es etwa 800 Exemplare.
Die Bronzepute ist wetterhart. Das Fleisch ist zart. Die Männchen erreichen ein Gewicht von 12 bis 15 kg, die Weibchen ein Gewicht von 6 bis 8 kg. Die Weibchen legen 20 bis 50 Eier pro Jahr mit etwa 70 g Gewicht, manchmal in 2 Gelegen. Oft übernimmt auch der Hahn ein Brutgeschäft. Die Brutzeit dauert in der Regel 28 Tage.
Bronzeputen wurden früher zum Ausbrüten von Enteneiern benutzt, wobei eine Pute 14–18 Eier bebrüten konnte.